# Héctor Hernández
Héctor Hernández (6 de dezembro de 1935 - 15 de junho de 1984) foi um futebolista mexicano que competiu na Copa do Mundo FIFA de 1962.